# Биков Олег Володимирович
Оле́г Володи́мирович Би́ков (нар. 24 жовтня 1989 — пом. 26 лютого 2015) — солдат Збройних сил України. Один із «кіборгів».

## Життєвий шлях
Закінчив 2005 року Ніжинську гімназію № 3, 2008-го — Київський транспортний коледж, здобув спеціальність електромеханіка. Відслужив в армії протягом 2008—2009 років, у житомирській 95-й аеромобільній бригаді. Протягом 2009—2014 років працював в органах МВС, охоронних службах в Києві. 2013 року здобув вищу освіту, факультет менеджменту київського Славістичного університету.
У серпні 2014-го зголосився добровольцем, розвідник 90-го окремого десантного штурмового батальйону «Житомир», 81-та десантно-штурмова бригада.
У складі батальйону був серед тих останніх, котрі залишали Донецький аеропорт вже після підриву його терористами. Задля виходу вояки 3 дні рили окопи, під обстрілами з «Буратіно» у них кілька разів горів весь одяг.
Загинув 26 лютого 2015-го у бою поблизу аеропорту Донецька під селом Водяне внаслідок обстрілу з танка командно-спостережного пункту батальйону. Російські терористи з артилерії, мінометів і танків обстріляли та штурмували позиції українських сил у районі Опитного, Водяного та Авдіївки. Тоді ж полягли Володимир Гнатюк та Олександр Батенко.
Похований у Ніжині 2 березня 2015-го, в місті оголошено день смутку.

## Нагороди та вшанування
- Указом Президента України № 270/2015 від 15 травня 2015 року — орденом «За мужність» III ступеня (посмертно)[1]
- нагрудним знаком «За оборону Донецького аеропорту» (посмертно)
- у ніжинській гімназії № 3 відкрито меморіальну дошку випускникові Олегу Бикову
- 28 жовтня 2016-го в Ніжинській гімназії № 3 відбулася презентація книги Людмили Приходько «Серця опалені війною», присвяченої пам'яті випускників гімназії, що загинули в часі російсько-української війни.